# Aphrodisium cribricolle
Aphrodisium cribricolle là một loài bọ cánh cứng trong họ Cerambycidae.